# Werner Unger
Werner Unger (4. května 1931, Strehla - 15. března 2002, Berlín) byl východoněmecký fotbalista, levý záložník.

## Fotbalová kariéra
Ve východoněmecké oberlize hrál za Vorwärts Leipzig, Motor Zwickau a Vorwärts Berlin, nastoupil ve 298 ligových utkáních a dal 2 góly. S týmem Vorwärts Berlin vyhrál pětkrát východoněmeckou oberligu. V Poháru mistrů evropských zemí nastoupil ve 13 utkáních a v Poháru vítězů pohárů nastoupil ve 2 utkáních. Za reprezentaci Východního Německa (NDR) nastoupil v letech 1954-1964 v 7 utkáních. Reprezentoval Německo na LOH 1964 v Tokiu, nastoupil v utkání proti Mexiku a získal s týmem bronzové medaile za 3. místo.

## Ligová bilance
| Ročník          | Zápasy | Góly |                     |
| --------------- | ------ | ---- | ------------------- |
| I. liga 1951/52 | 6      | 0    | Vorwärts Leipzig    |
| I. liga 1952/53 | 6      | 0    | Vorwärts Leipzig    |
| I. liga 1954/55 | 26     | 0    | Motor Zwickau       |
| I. liga 1955    | 1      | 0    | Motor Zwickau       |
| I. liga 1956    | 26     | 0    | ASK Vorwärts Berlin |
| I. liga 1957    | 22     | 1    | ASK Vorwärts Berlin |
| I. liga 1958    | 26     | 1    | ASK Vorwärts Berlin |
| I. liga 1959    | 17     | 0    | ASK Vorwärts Berlin |
| I. liga 1960    | 20     | 0    | ASK Vorwärts Berlin |
| I. liga 1961/62 | 23     | 0    | ASK Vorwärts Berlin |
| I. liga 1962/63 | 24     | 0    | ASK Vorwärts Berlin |
| I. liga 1963/64 | 20     | 0    | ASK Vorwärts Berlin |
| I. liga 1964/65 | 25     | 0    | ASK Vorwärts Berlin |
| I. liga 1965/66 | 22     | 0    | Vorwärts Berlin     |
| I. liga 1966/67 | 24     | 0    | Vorwärts Berlin     |
| I. liga 1967/68 | 10     | 0    | Vorwärts Berlin     |
| CELKEM I. liga  | 298    | 2    |                     |